# Marquesado de Aguilar de Campoo
El marquesado de Aguilar de Campoo es un título nobiliario español creado por los Reyes Católicos el 25 de marzo de 1482 en favor de Garci V Fernández Manrique de Lara, III conde de Castañeda, V señor de Aguilar de Campoo y canciller mayor de Castilla. Ostenta la grandeza de España inmemorial concedida en 1520 por el rey Carlos I a Luis Fernández Manrique de Lara y de Almada-Noronha, II marqués de Aguilar de Campoo.

## Denominación
Su nombre hace referencia al municipio español de Aguilar de Campoo en la provincia de Palencia, comunidad autónoma de Castilla y León.

## Señores de Aguilar de Campoo
El origen de este título se remonta al señorío concedido por el rey Alfonso XI de Castilla a su hijo natural Tello de Castilla por privilegio otorgado el 10 de enero de 1339 y confirmado, a la muerte de este, a su hijo Juan Téllez de Castilla el 18 de febrero de 1371 por su tío Enrique II de Castilla. Tras el fallecimiento de Juan Téllez de Castilla en la Batalla de Aljubarrota en 1385, el señorío de Aguilar pasó a su hija Aldonza de Castilla, quien casó con Garcí IV Fernández Manrique, de la poderosa Casa de Lara, mayordomo mayor del infante Enrique y capitán general de la frontera de Jaén, siendo III señores de Aguilar de Campoo y I condes de Castañeda; la sucesión continuó en su primogénito Juan Fernández Manrique de Lara, II conde de Castañeda y IV señor de Aguilar de Campoo, y de su segunda esposa Catalina Enríquez de Ribera. En 1480 recibió real autorización para fundar, para su hijo mayor, un extenso mayorazgo cuya cabeza era la villa de Aguilar de Campoo con título de marqués. 
A lo largo de la historia, los marqueses de Aguilar de Campoo desempeñaron importantes cargos al servicio de la corona, virreyes, ministros, miembros de los consejos de Estado y de Guerra, capitanes generales y embajadores y pertenecieron a las prestigiosas órdenes del Orden del Toisón de Oro y de Santiago

## Marqueses de Aguilar de Campoo

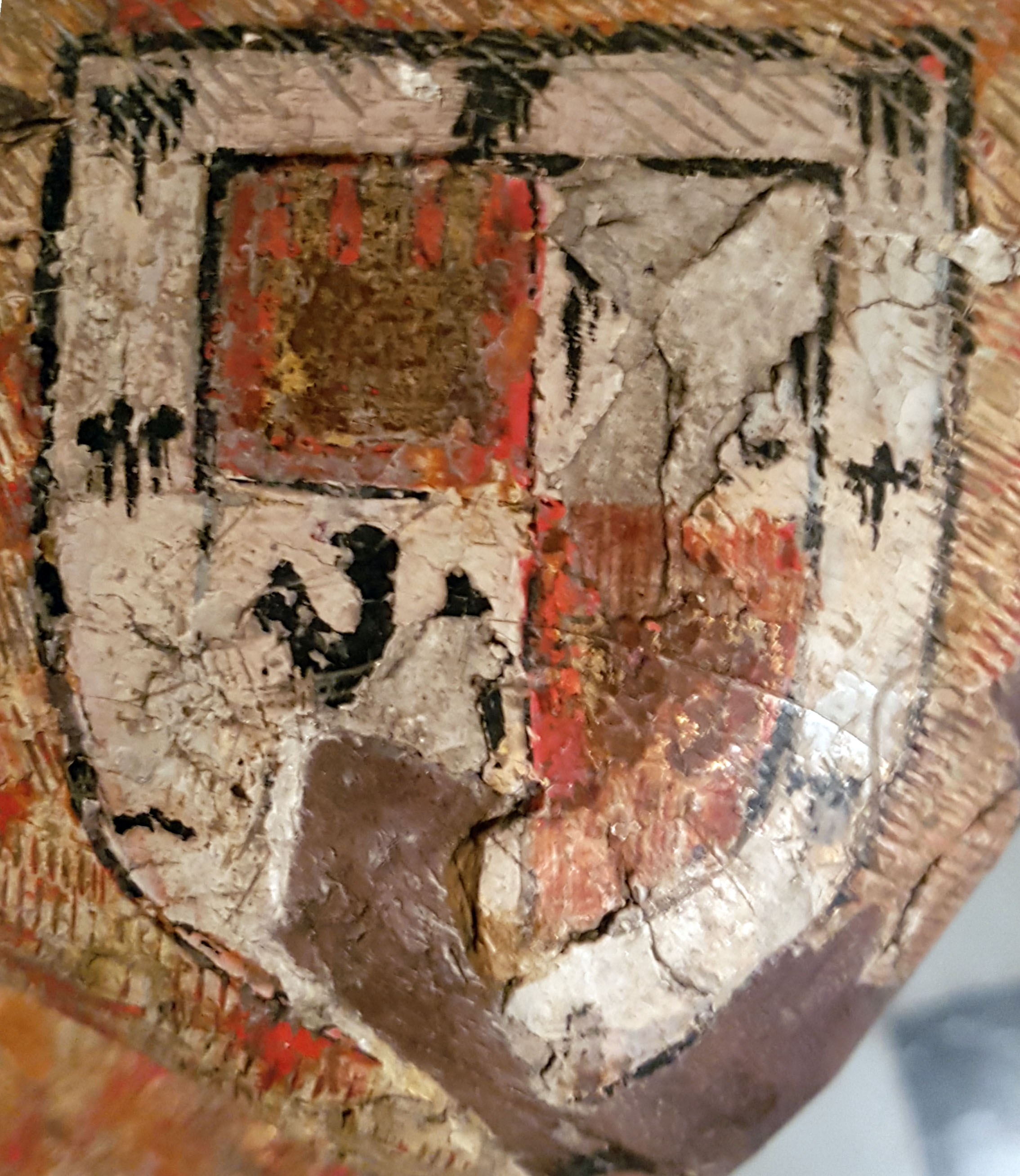
Escudo de la casa de Aguilar en el sarcófago de madera policromada de Tello de Castilla, primer señor de Aguilar por voluntad de su padre Alfonso XI de León.

|                                  | Titular                                                | Periodo                          |
| Creación por los Reyes Católicos | Creación por los Reyes Católicos                       | Creación por los Reyes Católicos |
| -------------------------------- | ------------------------------------------------------ | -------------------------------- |
| I                                | Garci Fernández Manrique de Lara                       | 1484-1506                        |
| II                               | Luis I Fernández Manrique de Lara y Noroña             | 1506-1534                        |
| III                              | Juan Fernández Manrique de Lara y Pimentel             | 1534-1553                        |
| IV                               | Luis II Fernández Manrique de Lara y Pimentel          | 1553-1585                        |
| V                                | Bernardo I Manrique de Lara y Rojas                    | 1585-1597                        |
| VI                               | Juan Luis Fernández Manrique de Lara                   | 1597-1653                        |
| VII                              | Bernardino Manrique de Lara y de Haro                  | 1653-1662                        |
| VIII                             | Bernardino de Silva Mendoza y Manrique de Lara         | 1662-1673                        |
| IX                               | Bernardino de Silva Fernández y Manrique de Lara       | 1673-1675                        |
| X                                | Francisca de Silva Fernández y Manrique de Lara        | 1675-1696                        |
| XI                               | Antonio de Zúñiga Manrique de la Cueva Silva y Mendoza | 1696-1709                        |
| XII                              | Mercurio Antonio López Pacheco y Benavides             | 1712-1738                        |
| XIII                             | Andrés López-Pacheco y Osorio de Moscoso               | 1738-1747                        |
| XIV                              | María Ana Catalina López Pacheco Toledo y Portugal     | 1747-1768                        |
| XV                               | Pedro de Alcántara Pérez de Guzmán y Pacheco           | 1768-1779                        |
| XVI                              | Felipe López-Pacheco y de la Cueva                     | 1779-1798                        |
| XVII                             | Diego Ventura de Guzmán y Fernández de Córdoba         | 1798-1805                        |
| XVIII                            | Diego Isidro de Guzmán y de la Cerda                   | 1848-1849                        |
| XIX                              | Isidro Zacarias de Guzmán y de la Cerda                | 1850-1870                        |
| XX                               | María del Pilar de Zabala y Guzmán                     | 1871-1915                        |
| XXI                              | María del Pilar García-Sancho y Zabala                 | 1916-1916                        |
| XXII                             | Juan Bautista Travesedo y García-Sancho                | 1917-1952                        |
| XXIII                            | María del Pilar Travesedo y Martínez de las Rivas      | 1952-2011                        |
| XXIV                             | María del Pilar de las Morenas y Travesedo             | 2011-actual titular              |

## Historia de los marqueses de Aguilar de Campoo
- Garci Fernández Manrique de Lara (m. 1506), V señor y I marqués de Aguilar de Campoo, III conde de Castañeda, canciller mayor de Castilla, V señor de Estar, Villanueva de Gáramo, San Martín de Elines y X señor de parte del estado de Amusco.[1][3]

Casó en primeras nupcias con Beatriz de Velasco; en segundas nupcias, en 1467, con Brazaida de Almeida Noronha y Castro, dama de la reina Juana de Portugal; y en terceras, en 1480, con Leonor Pimentel. Le sucedió un hijo del segundo matrimonio:
- Luis Fernández Manrique de Lara y Noronha (m. Palencia, 28 de agosto de 1534), II marqués de Aguilar de Campoo, IV conde de Castañeda, canciller mayor de Castilla, que recibió la grandeza de España en 1520.[1][5]

Casó en primeras nupcias con María Manrique de Lara, que falleció antes de la consumación del matrimonio, y en segundas, el 16 de julio de 1484, con Ana Pimentel y Enríquez. Le sucedió su hijo:
- Juan Fernández Manrique de Lara y Manrique de Lara (m. 14 de octubre de 1553), III marqués de Aguilar de Campoo, V conde de Castañeda, canciller mayor de Castilla, cazador mayor del rey Carlos I, embajador extraordinario en Roma, XIV virrey, lugarteniente y capitán general de Cataluña (1543-1554).[6][7]

Casó en primeras nupcias con María de Sandoval y Rojas, hija del II marqués de Denia; y en segundas nupcias, en 1520, con Blanca Pimentel de Velasco, hija de Alonso Pimentel y Pacheco, II duque de Benavente, y su esposa Ana de Velasco y Herrera. Le sucedió su hijo:
- Luis Fernández de Manrique de Lara y Pimentel (m. 23 de octubre de 1585), IV marqués de Aguilar de Campoo, VI conde de Castañeda, señor de los valles de Toranzo, Iguña, Buelna, San Vicente, Rionansa y Rochero, de las merindades de Peña-Ruya y Peña-Mellera, y de Cartes, Piña, Avia y Villalumbroso y del Honor de Sedano, canciller mayor de Castilla, cazador mayor y pertiguero mayor de Felipe II, consejero de Estado y Guerra, comendador de Socuéllamos, caballero y trece de la Orden de Santiago, capitán de hombre de armas de Castilla, embajador extraordinario en el Vaticano.[6][8]

Casó el 1 de abril de 1546 con Ana de Mendoza y Aragón, hija de Íñigo López de Mendoza, IV duque del Infantado, y su esposa Isabel de Aragón y Portugal. Le sucedió su tercer hijo:
- Bernardo Manrique de Lara y Mendoza de Aragón (m. Piña de Campos, Palencia, 2 de octubre de 1597), V marqués de Aguilar de Campoo, VIII conde de Castañeda, señor de los valles de Toranzo, Iguña etc., canciller mayor de Castilla.[6][8]

Casó el 2 de mayo de 1586, en Medinaceli, con Antonia de la Cerda y Aragón, hija de Juan Luis de la Cerda y Portugal, V duque de Medinaceli, y su primera esposa Ana de Aragón y Cardona. Le sucedió su hijo:
- Juan Luis Fernández Manrique de Lara y de la Cerda (m. 27 de junio de 1653), VI marqués de Aguilar de Campoo, IX conde de Castañeda, señor de los valles de Toranzo, Iguña, etc., canciller mayor de Castilla, comendador del Horcajo en la Orden de Santiago.[9][8]

Casó en primeras nupcias el 25 de noviembre de 1615 con Juana Portocarrero y Fajardo de Mendoza, II condesa de Medellín, y en segundas nupcias, el 17 de octubre de 1648, con Beatriz de Haro y Avellaneda. Le sucedió su hijo:
- Bernardo Manrique de Lara y Haro (1651-30 de octubre de 1662), VII marqués de Aguilar de Campoo, X conde de Castañeda, señor de los valles de Toranzo, Iguña, etc., canciller mayor de Castilla.[9][8] Murió de niño y le sucedió su primo carnal:[4]

- Bernardo de Silva Mendoza y Manrique de Lara (m. 30 de octubre de 1673), VIII marqués de Aguilar de Campoo, II marqués de la Eliseda, XII conde de Castañeda, señor de los valles de Toranzo, Iguña, etc., canciller mayor de Castilla, caballero y trece de Santiago, comendador de Horcajo en la misma orden, gentilhombre de cámara de Felipe IV.[9][10]

Casó el 22 de enero de 1631 con Ana María Pimentel y Vélez de Guevera, hija de Pedro Pimentel y Manrique de Lara, III marqués de Viana, y su esposa Mariana de Guevara. Le sucedió su hijo:
- Bernardo de Silva-Fernández Manrique y Pimentel (m. 30 de octubre de 1675), IX marqués de Aguilar de Campoo, III marqués de la Eliseda, XIII conde de Castañeda, señor de los valles de Toranzo, Iguña, etc., canciller mayor de Castilla, gentilhombre de cámara de Felipe IV.[9][10]

Casó el 30 de abril de 1669 con su prima carnal María Teresa de Benavides y Silva. Le sucedió su hermana:
- Francisca Silva-Manrique y Pimentel (1633-30 de enero de 1696), X marquesa de Aguilar de Campoo, IV marquesa de la Eliseda, XIV condesa de Castañeda, señora de los valles de Toranzo, Iguña, etc., canciller mayor de Castilla.[12][10]

Casó en 1645 con Pedro Diego de la Cueva Ramírez de Zúñiga (m. 1669), IV marqués de Flores Dávila. Le sucedió su hijo:
- Antonio Fernando de la Cueva Silva Fernández Manrique y Zúñiga (1656-1 de noviembre de 1709), XI marqués de Aguilar de Campoo, V marqués de la Eliseda, V marqués de Flores Dávila, XV conde de Castañeda, canciller mayor de Castilla, caballero de Santiago y comendador en la Orden de la Reina.[12][13]

Casó en 1688 con Catalina María Téllez-Girón y Sandoval, hija de Gaspar Téllez-Girón y Sandoval, V duque de Osuna, y su esposa Feliche de Sandoval y Rojas Ursino. Le sucedió, por sentencia de tenuta de 1712, el segundo nieto del V titular de la casa, sobrino nieto del VIII titular:
- Mercurio Antonio López Pacheco Portugal Acuña Manrique Silva Girón y Portocarrero (Escalona, 9 de mayo de 1679-7 de junio de 1738), XII marqués de Aguilar de Campoo, IX duque de Escalona, IX marqués de Villena, VII marqués de la Eliseda, IX conde de Xiquena, XIII conde de San Esteban de Gormaz, XI señor de Belmonte, caballero de la Orden del Toisón de Oro, embajador extraordinario del rey en París, mayordomo mayor de Felipe V, director de la Real Academia Española, capitán de guardias de corps, capitán general.[14]

Casó en primeras nupcias el 18 de diciembre de 1695, en Toledo, con su sobrina Petronila Antonia de Silva y Mendoza y Toledo (m. 1698), dama de la reina madre Mariana de Austria; en segundas nupcias, el 22 de marzo de 1699, con Catalina Teresa de Moscoso Osorio. Le sucedió su hijo:
- Andrés Luis López Pacheco de Acuña (Madrid, 13 de agosto de 1710-Madrid, 27 de junio de 1747), XIII marqués de Aguilar de Campoo, X duque de Escalona, X marqués de Villena, VIII marqués de la Eliseda, X conde de Xiquena, XIV conde de San Esteban de Gormaz, XVII conde de Castañeda, XII señor de Belmonte, gentilhombre de Felipe V, caballerizo mayor de la reina, caballero del Toisón de Oro, director de la Real Academia Española, canciller mayor de Castilla.[14][15]

Casó en primeras nupcias el 21 de octubre de 1727, en Madrid, con Ana María Magdalena Nicolasa Álvarez de Toledo-Portugal y Fernández de Córdoba, XI condesa de Oropesa; en segundas nupcias, el 16 de julio de 1731 en Madrid, con Isabel María Pacheco y Téllez-Girón. Le sucedió:
- María Ana López Pacheco y Álvarez de Toledo Portugal (Madrid, 22 de agosto de 1729-Madrid, 28 de noviembre de 1768), XIV marquesa de Aguilar de Campoo, IX marquesa de la Eliseda, IX marquesa de Jarandilla, VII marquesa de Frechilla y Villarramiel, XVIIII condesa de Castañeda, XI condesa de Alcaudete, XI condesa de Deleytosa, XV condesa de San Esteban de Gormaz, XII condesa de Oropesa, señora de Cebolla, Almaraz, Mejorada, Cercera y Segurilla, etc., señora de los valles de Toranzo, Iguña, etc., señora de los alfoces de Bricia y Santa Gadea de las riberas de Carrión, de Rifayo, Iscar y Villeanueva de Aragaño, señora de Alarcón, del castillo de Garcimuñoz, Jorquera, Serón, Tíjola, Tolox y Monda, señora de Jumilla y de Alcalá del Río Jucar con su puerto seco, señora del oficio de canciller mayor de Castilla, pregonera mayor perpetua y hereditaria de Castilla.[12][15]

Casó en primeras nupcias el 10 de noviembre de 1748, en Escalona, con su tío carnal Juan Pablo López Pacheco (1716-1751), XI duque de Escalona; en segundas nupcias el 26 de noviembre de 1755, en Madrid, con Felipe Neri de Toledo y Silva, hijo del XI duque del Infantado; y en terceras el 17 de julio de 1764, en Madrid, con Manuel José Pacheco Téllez-Girón y Toledo. Le sucedió el hijo de la hermana del XII titular de la casa:
- Pedro de Alcántara Pérez de Guzmán el Bueno (Madrid, 25 de agosto de 1724-Villafranca del Penedés, Barcelona, 6 de enero de 1779), XV marqués de Aguilar de Campoo, XIV duque de Medina Sidonia, gentilhombre de cámara con ejercicio, caballero del Toisón de Oro, Gran Cruz de Carlos III, caballerizo y ballestero mayor del rey, de la infanta Antonia, de la reina Bárbara, de Amalia y del príncipe de Asturias, numerario de la Real Academia Española.[17]

Casó el 22 de octubre de 1743, en Madrid, con Ana de Silva y Álvarez de Toledo, hija de Manuel de Silva y Mendoza, X conde de Galve, y de María Teresa Álvarez de Toledo, XI duquesa de Alba. Le sucedió un primo carnal del XIII titular de la casa:
- Felipe López Pacheco de la Cueva (Madrid, 13 de septiembre de 1727-24 de julio de 1798), XVI marqués de Aguilar de Campoo, XII duque de Escalona, XII marqués de Villena, XIII marqués de Moya, VII marqués de Bedmar, XI marqués de la Eliseda, XV marqués de Villanueva del Fresno y Barcarrota, XII conde de Xiquena, XVII conde de San Esteban de Gormaz, XX conde de Castañeda, V conde de Villanova, XXII señor de Moguer, XIV señor de Belmonte, canciller mayor de Castilla, comendador de la Orden de Santiago, mariscal de campo, teniente de los Reales Ejércitos, caballero del Toisón de Oro.[18][19]

Casó el 21 de febrero de 1750, en Madrid, con su sobrina María Luisa Manuela de Centurión Velasco y López de Ayala, VIII marquesa de Estepa. Sin descendencia. Tras un complicado pleito sucesorio, le sucedió un miembro de la línea primogénita de los que tuvo Antonia Manrique y la Cerda, hermana del VI marqués, en su segundo matrimonio con Íñigo Vélez Ladrón de Guevara, conde de Oñate:
- Diego Ventura de Guzmán y Fernández de Córdoba (Madrid, 11 de noviembre de 1738-8 de julio de 1805), XVII marqués de Aguilar de Campoo,  VII marqués de Montealegre, V marqués de Guevara, VII marqués de Quintana del Marco, XIV conde de Oñate, V conde de Campo Real (II), XXI conde de Castañeda, IX conde de Villamediana, VIII conde de los Arcos, X conde de Añover de Tormes, VIII conde de Castronuevo, canciller mayor de Castilla, mayordomo mayor y gentilhombre de cámara del rey con ejercicio y servidumbre, caballero del Toisón de Oro, Gran Cruz de Carlos III, correo mayor de España.[12][21]

Casó el 10 de octubre de 1756 con su prima María Isidra de la Cerda y Guzmán (1742-1811), XIX duquesa de Nájera etc., camarera mayor de palacio. El 18 de diciembre de 1848 le sucedió su hijo:
- Diego Isidro de Guzmán y de la Cerda (Madrid, 2 de junio de 1776-Madrid, 12 de diciembre de 1849), XVIII marqués de Aguilar de Campoo, XX duque de Nájera, VIII marqués de Montealegre, VI marqués de Guevara, VIII marqués de Quintana del Marco, XV conde de Oñate, XV conde de Paredes de Nava, IX conde de los Arcos, XXIV conde de Treviño, XXIII conde de Valencia de don Juan, X conde de Villamediana, XXII conde de Castañeda, XI conde de Añover de Tormes, IX conde de Castronuevo, VI conde de Campo Real (II), caballero del Toisón de Oro, gentilhombre de cámara del rey con ejercicio y servidumbre, Gran Cruz de Carlos III.[23][24]

Casó en primeras nupcias el 1 de agosto de 1795, en Valencia, con María del Pilar de la Cerda y Marín de Resende, hija de José María de la Cerda y Cernecio, conde de Parcent, y su esposa María del Carmen Antonia Marín de Resende Fernández de Heredia, condesa de Bureta.
Casó en segundas nupcias el 7 de febrero de 1814 con María Magdalena Tecla Caballero y Terreros (1780-1865), dama de la reina y de la Orden de María Luisa, hija de Juan Fernández Caballero, director general de correos, y su esposa Juliana de Terreros.
El 17 de diciembre de 1850 le sucedió su segundogénito, previa cesión de los derechos realizada por el primogénito Carlos Luis de Guzmán y la Cerda, XXI duque de Nájera, mediante escritura otorgada el 22 de junio del mismo año:
- Isidro Zacarías de Guzmán y la Cerda, XIX marqués de Aguilar de Campoo.[22][24]

El 27 de octubre de 1871 le sucedió su sobrina:
- María del Pilar de Zabala y Guzmán (Barcelona, 7 de octubre de 1841-11 de febrero de 1915), XX marquesa de Aguilar de Campoo, XXVI duquesa de Nájera, XIII marquesa de Montealegre, IV marquesa de Sierra Bullones, VI marquesa de Torreblanca, XII marquesa de Guevara, XXI condesa de Oñate, X condesa de Campo Real (II), XXIX condesa de Treviño, XIX condesa de Paredes de Nava, dama de la reina, dama noble de la Orden de María Luisa, tesorera de la junta de patrones del colegio de la Unión y del de Vista Alegre.[25]

Casó el 2 de junio de 1861, en Madrid, con Ventura García-Sancho e Ibarrondo (1837-1914), I conde de Consuegra, presidente del Consejo de Estado. El 14 de febrero de 1916 le sucedió su hija:
- María del Pilar García-Sancho y de Zabala (Madrid, 2 de junio de 1864-17 de octubre de 1916), XXI marquesa de Aguilar de Campoo,  XXVII duquesa de Nájera, V marquesa de Sierra Bullones, XIII marquesa de Guevara, VII marquesa de Torreblanca, XXII condesa de Oñate, XXX condesa de Treviño, II condesa de Consuegra, XXIV condesa de Castañeda, XI condesa de Campo Real (II).[26]

Casó el 2 de junio de 1886, en Madrid, con Leopoldo Travesedo y Fernández Casariego, senador por Zamora, gentilhombre del rey. El 16 de noviembre de 1917 le sucedió su hijo:
- Juan Bautista Travesedo y García-Sancho (25 de enero de 1890-27 de abril de 1965), XXII marqués de Aguilar de Campoo, XXVIII duque de Nájera, VI marqués de Sierra Bullones, VIII marqués de Torreblanca, XV marqués de Quintana del Marco, XXIII conde de Oñate, XXXI conde de Treviño, XXI conde de Paredes de Nava, capitán de caballería, caballero y diputado decano del Real Cuerpo de Hijosdalgos de la Nobleza de Madrid, gentilhombre de cámara con ejercicio y servidumbre del rey Alfonso XIII.[26]

Casó el 14 de octubre de 1920, en Bilbao, con María del Carmen Martínez de las Rivas y Richardson (n. 1899), dama de la reina Victoria Eugenia. El 30 de junio de 1952 le sucedió, por cesión, su hija:
- María del Pilar de Travesedo y Martínez de las Rivas (1921-Madrid, 2 de octubre de 2015), XXIII marquesa de Aguilar de Campoo.[22]

Casó el 4 de junio de 1945, en Madrid, con José Eugenio de las Morenas y Olózaga (1920-1944). El 18 de noviembre de 2011, previa orden del 5 de octubre del mismo año para que se expida la correspondiente carta de sucesión (BOE del 20 de octubre), le sucedió, por cesión, su hija:
- María del Pilar de las Morenas y Travesedo (n. Madrid, 23 de abril de 1946), XXIV marquesa de Aguilar de Campoo.[22]

Casó el 15 de noviembre de 1969, en Madrid, con Manuel Alonso Martínez y Grisone (n. 1942), IV marqués de Alonso Martínez, ingeniero de caminos, canales y puertos.